# 1996年アトランタオリンピックのポルトガル選手団
1996年アトランタオリンピックのポルトガル選手団（1996ねんアトランタオリンピックのポルトガルせんしゅだん）は、1996年7月19日から8月4日にかけてアメリカ合衆国のジョージア州アトランタで開催された1996年アトランタオリンピックのポルトガル選手団、およびその競技結果。

## 概要
今大会は金メダル1個、銅メダル1個、合計2個のメダルを獲得した。

## メダル
| メダル | 選手名                 | 競技 | 種目       |
| ------ | ---------------------- | ---- | ---------- |
| 金     | フェルナンダ・リベイロ | 陸上 | 女子10000m |